# نعيمة فرحي
نعيمة فرحي (مواليد 1976 في سطيف) هي محامية وسياسية جزائرية. ثم أصبحت عضوة البرلمان (تشريعيات عام 2007) عن حركة «انفتاح». وهي أيضاً رئيسة مركز المرأة الجزائرية، وهو هيكل يساهم في الجمع بين الجهود للسماح للنساء بالوصول إلى مراكز اتخاذ القرار وتكافؤ الفرص. نعيمة فرحي هي الأمين العام لحزب حركة انفتاح.

## وصات خارجية
- نعيمة فرحي